# كونور كوك
كونور كوك (بالإنجليزية: Connor Cook)‏ هو لاعب كرة قدم أمريكية أمريكي، ولد في 29 يناير 1993 في Hinckley, Ohio ‏ في الولايات المتحدة.

## وصلات خارجية
- كونور كوك على موقع مرجع كرة القدم المحترفة.كوم (الإنجليزية)
- كونور كوك على موقع كلية كرة القدم في سبورتس رفرنس.كوم (الإنجليزية)